# زبان اشاره هندوپاکستانی
زبان اشاره هندوپاکستانی زبان اشاره‌ای است که توسط ناشنوایان و کم شنوایان در هند، پاکستان و بنگلادش استفاده می‌شود. این زبان پرگویشورترین زبان اشاره است.